# Ultraaricia asandjurae
Ultraaricia asandjurae är en fjärilsart som beskrevs av Silbernagel 1946. Ultraaricia asandjurae ingår i släktet Ultraaricia och familjen juvelvingar. Inga underarter finns listade i Catalogue of Life.